# Паралитичко тровање шкољкама
Паралитичко тровање шкољкама (акроним PSP - енг. Paralytic shellfish poisoning) је најчешћи и најтежи облик тровања шкољкама, узрокован једењем шкољки контаминираних сакситоксинима. Ове моћне неуротоксине производе различити врсте динофлагелата. Широк спектар шкољки може изазвати PSP, али већина случајева се јавља након једења дагњи или шкољки врсте Spisula solidissima.

## Епидемиологија
Паралитичко тровање шкољкама се дешава широм света, али је најчешће у умереним областима, посебно на обалама Пацифика и Атлантика Северне Америке, укључујући Аљаску. Случајеви тровања су такође пријављени и у земаљама као што су Филипини, Кина, Чиле, Шкотска, Ирска, Нови Зеланд и Аустралија.
Највећи број случајева паралитичког тровањг шкољкама  (2.124 са 120 смртних случајева) пријављен је на Филипинима од 1983. до 2002. године.
Проценат смртности људи од паралитичког тровањг шкољкама варира у зависности од способности локалног медицинског система да лечи такву интоксикацију. У једном извештају, наводи се да је 45 људи који живе дуж обале Никарагве развило симптоме паралитичког тровањг шкољкама и да је једна особа умрла. 
Смртност
Паралитичко тровање шкољкама није само најчешћи облик тровања шкољкама, већ је и најсмртоноснији, са стопом смртности од 6% широм света (смртност је већа у земљама у развоју). У епидемијама у југоисточној Азији и Латинској Америци, удео смртних случајева кретао се између 2% и 14% док се међу више од 200 случајева у Европи и Северној Америци није догодио ниједан смртни случај.

## Етиологија
Узрочник паралитичког тровање шкољкама је сакситоксин, који производе динофлагелати (микроалге) које уносе шкољке (нпр остриге, дагње, и друјге шкољке) које се хране филтратом (нпр остриге, дагње, и друге шкољке) које концентришу токсин. Ове шкољке потом конзумирају грабежљивци, укључујући и људе.

## Патофизиологија
Паралитичко тровање шкољкама, узрокује 58 блиско повезаних једињења заснованих на тетрахидропуринском скелету, и једно је од најпроучаванијих интоксикација са озбиљним симптомима код људи. Конкретно, оно је резултат излагања сакситоксину (STX) и гонијатоксину (GTX). 
Током 1957. године, токсин који је изазвао паралитичко тровање шкољкама први пут је изолован у шкољкама (Saxidomus giganteus) које живе у обалним областима Аљаске, а 1975. године. Као главни произвођачи токсин који изазива паралитичко тровање шкољкама су динофлагелати из рода Alexandrium који се јављају дуж атлантске и пацифичке обале, али и у Средоземном мору, где могу бити присутне и друге врсте као што је Gymnodinium catenatum.
Више од 30 аналога STX је идентификовано је и груписано у четири подгрупе: карбамат, Н -сулфо-карбамоил, декарбамоил и хидроксиловани сакситоксини.
Сакситоксин је један од најјачих познатих неуротоксина. Процењује се да 0,5-1 мг овог отрова може бити фатално за људе.
Делује тако што блокира натријумове канале осетљиве на напон, што, заузврат, ремети нервну проводљивост и резултује моторичким и сензорним неуролошким абнормалностима.
Паралитичко тровање шкољкама се обично јавља у мањим епидемијама, најчешће код рекреативних сакупљача шкољки.

## Клиничка слика
Симптоми се јављају у року од 15 минута до 3 сата од једења шкољки и укључују следеће знаке и симптоме:
- парестезије уста, лица и удова
- мучнина,
- повраћање
- пролив,
- осећај плутања.
- дисфонија,
- атаксија,
- општа слабост,
- парализа скелетних мишића (које доводе до респираторне инсуфицијенције)

Знаци и симптоми се могу јавити у року од 2-12 сати код тешког тровања и најчешће трају до 72 часа, али понека и до недељу дана.
Смрт од паралитичког тровање шкољкама настаје као последица парализе дисајних мишића.

## Терапија
Основа лечења паралитичког тровања шкољкама је симптоматска и нега слична оној код тровања надуваном рибом (тровање ТТКС). 
Механичка вентилација је индикована у случају недовољне респираторне функције.

## Прогноза
У фаталним случајевима, смрт је узрокована респираторном парализом која се јавља у року од 2-12 сати након конзумирања контаминираних шкољки, и у недостатку вештачког дисања. 
Пацијенти који након појаве паралитичког тровања шкољкама преживи 24 часа, са или без механичке интервенције, има велику вероватноћу потпуног и брзог опоравка.